# Peugeot Landtrek
Peugeot Landtrek – samochód osobowy typu pickup klasy średniej produkowany pod francuską marką Peugeot od 2020 roku.

## Historia i opis modelu

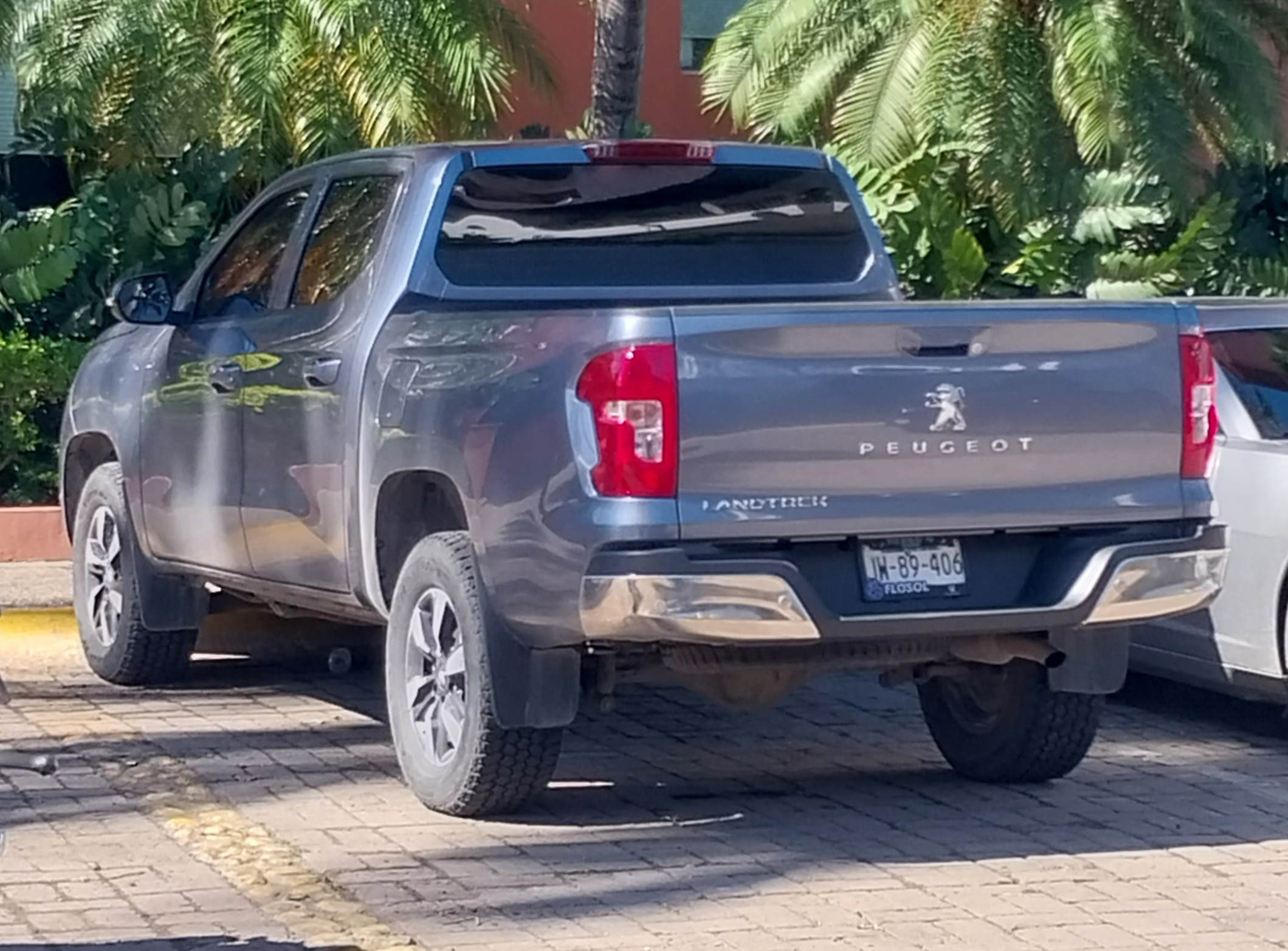
Peugeot Landtrek - tył

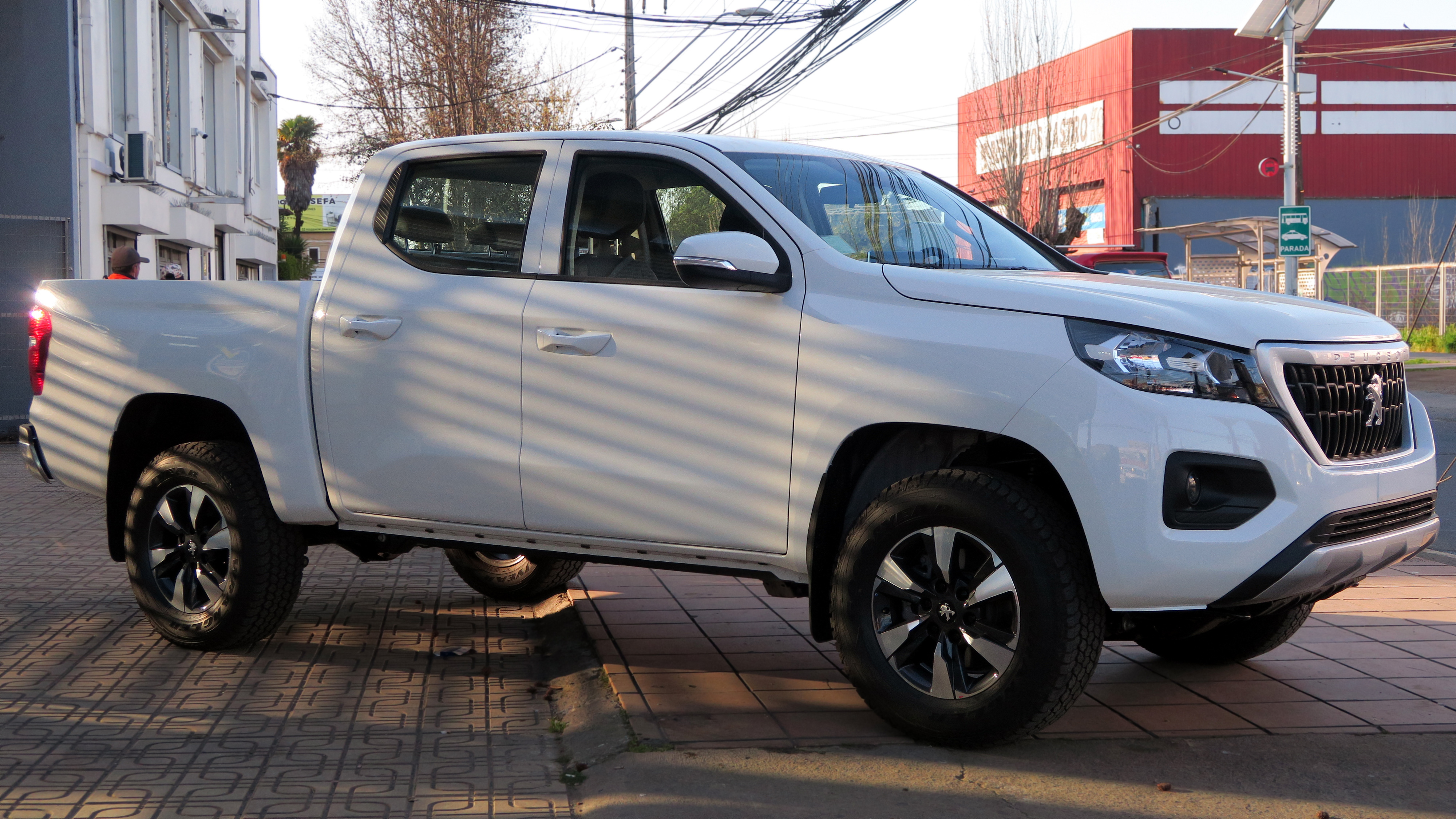
Peugeot Landtrek - sylwetka

W lutym 2020 Peugeot przedstawił dużego, średniej wielkości pickupa Landtrek. W przeciwieństwie do modelu Pick Up z 2017 roku, francuski producent nie zaadaptował obecnej już na rynku 20-letniej japońsko-chińskiej konstrukcji Dongfeng Nissana na potrzeby lokalnej obecności w Afryce, lecz od podstaw opracował nowy globalny model. Peugeot Landtrek powstał wspólnie z chińskim koncernem Changan Automobile, którego bliźniaczy model Kaicheng F70 zadebiutował rok wcześniej.
Samochód uzyskał muskularną, masywną sylwetkę tożsamą z chińskim odpowiednikiem, odróżniając się od modelu Changana innym pasem przednim z typowym dla ówczesnych Peugeotów trapezowym, chromowanym wlotem powietrza. Landtrek zyskał opcjonalne chromowane ozdobniki widoczne m.in. na osłonie chłodnicy, zderzakach, progach czy relingach, a także dostępne za dopłatą reflektory wykonane w technologii LED. Kabina pasażerska utrzymana została w typowej dla produktów Peugeota z drugiej dekady XXI wieku estetyce, z konsolą centralną w kształcie trapezu, srebrnymi wstawkami i dotykowym, 10-calowym ekranem systemu multimedialnego na szczycie konsoli centralnej.
Do napędu Peugeota Landtrek przewidziano dwa czterocylindrowe silniki: benzynowy oraz wysokoprężny. Ten pierwszy rozwinął moc 210 KM i 320 Nm maksymalnego momentu obrotowego, a drugi - 150 KM oraz 350 Nm. Obie jednostki połączono z 6-biegową skrzynią manualną, a także z automatyczną - wyłącznie z silnikiem Diesla. Producent przewidział rozbudowany zakres personalizacji długości nadwozia, z kabiną Single Cab lub Double Cab oraz możliwością uzyskania podwozia do zabudowy. Maksymalnie Ladtrek został przystosowany do transportu maksymalnie 3 europalet.

### Sprzedaż
Główną fabryką do produkcji Peugeota Landtreka został chiński kompleks Changana w Shenzhen, by w 2021 roku poszerzyć portfolio zakładów także o Tunezję, w 2022 Ghanę i Nigerię, a w 2023 - Kenię i Urugwaj. W przeciwieństwie do poprzednika, samochód zbudowany został nie tylko z myślą o rynkach afrykańskich, ale i innych regionach rozwijających się jak Azja Wschodnia, Bliski Wschód czy Ameryka Łacińska. Jednocześnie, wśród rynków zbytu nie przewidziano Europy, od czego wyjątkiem został w 2023 rynek ukraiński, gdzie po 3 latach od debiutu zdecydowano się uruchomić oficjalną dystrybucję.

### Silniki
Benzynowe:
- R4 2.4l Turbo 210 KM

Wysokoprężne:
- R4 1.9l HDi 150 KM